# میرآباد چاه ملک
میرآباد چاه ملک،  روستایی در دهستان سعدآباد بخش رحمت‌آباد شهرستان ریگان در استان کرمان ایران است.

## جمعیت
بر پایه سرشماری عمومی نفوس و مسکن در سال ۱۳۹۵، جمعیت این روستا برابر با ۱۲۶ نفر (۴۳ خانوار) بوده است.